# 第一次榆林战役
第一次榆林战役是1947年8月西北野战军围攻中华民国国军整编第22据守的榆林县的战役。

## 战役背景
1947年3月开始，中华民国国军放弃国共内战初期的“全面进攻”战略，转而以“重点进攻”战略，将进攻的主要方向集中在两翼，一路进攻山东解放区，另一路进攻中共中央所在地陕甘宁边区，其中进攻陕甘宁边区的国军兵力超过23万人，由胡宗南统率。解放军防守该地区的是由彭德怀率领的西北野战兵团，总兵力仅为6个旅2.5万人，实力悬殊，然而该地区地形复杂，且中共长期经营而拥有很好的群众基础，因此解放军拥有“地利”和“人和”优势。1947年3月13日，国军胡宗南部发起对陕甘宁边区的总攻，依仗实力上的优势很快于3月18日占领了中共中央所在地并主动撤守的延安，并继续深入延安以北意图寻机与共军主力决战。然而在随后两个月内西北野战兵团依仗良好群众基础及打入胡宗南身边的中共谍报人员熊向晖所掌握的的国军大量重要情报所获得情报优势均获得胜利，“青化砭”、“羊马河”和“盘龙镇”三次交战，“陕北三战三捷”歼灭国军约1.4万人，逐步扭转了被动局面，并继续通过“蘑菇战术”与国军周旋，同时毛泽东（化名李德胜）、周恩来（化名胡必成）、任弼时（化名史林）组成中共中央前方委员会（简称中央前委）率精干作战、情报、通信人员组成中央支队转战陕北，吸引、抑留胡宗南部主力，“中央好比一块招引绿头苍蝇的肉，放到哪里，都会引来许多苍蝇来叮，可以把人家搞乱。陕北群众条件好、地形好，我们熟悉，可以在这里搞一个战略上的作战方向，牵制敌人的力量”，并指挥全国的解放战争。
1947年6月30日，刘伯承、邓小平根据中共中央指示，率领晋冀鲁豫野战军主力四个纵队12万余人，于山东省的临濮集至张秋镇150公里的地段上，一举突破黄河天险，挺进鲁西南，发起鲁西南战役，由此揭开了解放战争战略进攻的序幕。为了讨论人民解放战争转入全国性战略进攻后的有关任务，部署各战区的协同作战问题，1947年7月21日至23日，中共中央在陕北靖边县小河村召开扩大会议（史称“中央小河会议”）。参加会议的有转战陕北的中央前委领导人毛泽东、周恩来、任弼时，中央前委工作部门和西北党政军领导人陆定一、杨尚昆、彭德怀、贺龙、习仲勋、贾拓夫、张宗逊、马明方、王震、张经武，还有从晋南前线赶来的陈赓。会议依据一年来的解放战争战况和各战场的形势，着重讨论了战略进攻的部署和解放区土地改革、财政金融工作等问题。在会上，毛泽东提出计划用五年时间（从1946年7月算起）解决同蒋介石斗争的问题，同时指出：“现在不公开讲出来，还是要准备长期斗争，五年到十年甚至十五年。”会议决定：刘邓大军于8月初从鲁西南战场出发，千里跃进大别山，开始了全国性的战略大反攻。陈赓部队不调入陕北战场，而是在8月中旬南渡黄河挺进豫西，在豫陕鄂边地区的战略展开，与刘邓大军配合逐鹿中原。当时，洛阳及豫西都是胡宗南集团的防区，陈赓兵团八万余人的外线进攻作战，也能有效把胡宗南主力部队吸引南移，减轻陕北战场压力。陈粟大军于9月越过陇海铁路南下，在豫皖苏地区战略展开。三路大军都将打到外线，形成了“中央突破，两翼牵制，三军挺进，互为犄角”的战略进攻态势，实现了历史性大转折。
1947年7月底，根据中央小河会议“中央突破，三军配合，两翼牵制，互为犄角，逐鹿中原”的战略部署，为保障“陈谢集团”从晋西南、晋南渡黄河南下豫西、从右翼策应“刘邓大军”挺进大别山的战略行动，中共中央指示西北野战兵团8个旅主动出击榆林，将胡宗南集团主力引向陕北最北部的沙漠边沿，防止胡宗南主力出兵豫西打击立足未稳的陈谢集团。1947年7月28日，彭德怀率西北野战军围攻榆林，参战兵力8个旅4.5万人：
- 第二纵队2个旅
- 新四旅
- 教导旅
- 第一纵队2个旅
  - 并指挥绥德军分区警备第四团与警备第六团
- 晋绥军区第三纵队 司令员许光达、政治委员孙志远，辖
  - 独立第五旅(旅长李夫克、政治委员王赤军)
  - 独立第二旅(旅长唐金龙、政治委员梁仁芥)。

榆林城池坚固，守军第22军与胡宗南部钟松整编36师的徐保的整编第28旅，共1.5万人，为陕北土著杂牌军阀武装，驻守多年，大部分军官和士兵都带家属和财产。红军长征到达陕北，共产党在陕甘宁创建根据地，地主富农大都逃进了榆林，这部分人和榆林唇齿相依，对共产党极端仇恨。去除第22军驻神木、府谷县的第86师第258团，分驻高家堡、响水堡的第356团，驻守横山的保安第5团，榆林城守军1万多人。

## 战斗经过
1947年7月28日，彭德怀率西北野战兵团第一、第二、第三纵队和新编第四旅、教导旅，以及绥德军分区第四团、第六团由三边东移，经大理河、小理河北上。彭德怀说：“战士们只带了6天的口粮，我们必须在一个星期之内解决榆林战斗，打下榆林，粮食、弹药还有药品兵源就都不成问题了。”
8月6日，彭德怀下令各纵队消灭榆林外围据点的守军武装。西野一纵从西面；西野三纵从东面扫清外围，攻打位于榆林东北秃尾河西侧固守高家堡、乔家滩的八十六师的1个团和1个补训营，共毙伤敌200 余人，俘陕北警备副司令张子英、二五六团团长李含英以下1400余人。西野激战两日，基本扫除了榆林守敌设在神木至横山响水堡200里防线上的外围据点。邓宝珊部署榆林外围的所有兵力全部回撤至榆林城内，决心固守榆林城。王震、王恩茂带着二纵在三岔湾的公路上截获了徐保整编第28旅第82团的一个营和一批辎重迅速将其歼灭。三岔湾守军新11旅第2团和徐保旅第82团第2营撤回不及，贺炳炎、廖汉生率领一纵快速赶到了三岔湾，与二纵一起合击三岔湾，不到三个小时，三岔湾守军就被全歼，新11旅第2团团长周效武受伤被俘，一营营长萧炳南、二营营长魏长林被击毙，第三营营长张梯青被俘。
8月7日，蒋介石飞抵延安，与胡宗南、裴昌会商议部署增援榆林。8月7日胡宗南急令整编第一军、整编第二十九军率8个旅分两路自安塞、保安分路向绥德、佳县急进；以钟松率整编第36师第123旅和第165旅组成援榆快速兵团，绕过解放军的阻击阵地进行驰援：“以迂回为主，避开绥德、横山正面匪之阻援，改循保安、靖边，出长城，沿伊盟南端边缘挺进，出敌不意，一举进出榆林；进抵榆林周边后，应与守城友军切取联系，合力内外夹击而捕歼之”。。
8月8日，西野部队经两天外围拔点战斗，逼近榆林城下。彭德怀决定把主攻目标选在了榆林南门的凌霄塔阵地，这里地势高，是榆林城外唯一的制高点。胡宗南嫡系部队整编第28旅古遂东营防守凌霄塔高地。第358旅第716团和独1旅第2团负责攻打凌霄塔，攻占后被徐保亲率整28旅夺回。主攻的6个旅各自挖了一条暗壕直通榆林城下以炸开城墙。1947年8月9日夜晚，西北野战军主力对榆林城发起总攻。第2、3纵队、新编第4旅进攻北城及东城，强攻和爆破均未奏效；第1纵队358旅715团进攻西城，至10日凌晨1时许，西城小西门处被爆破，3营9连迅速冲入小西门，但由于敌军炮火猛烈，后续部队受阻，守军很快从四面将9连包围，9连士兵孤军奋战突围，80多名士兵突围退出城外，30多名战士壮烈牺牲，指导员薛占魁受伤被俘后牺牲。
8月12日钟松部整编第36师经过五天急行军，进抵距榆林西南30里外的苏庄则、天鹅海则地区；整编第1、第29军绕过了青阳岔、子长。毛泽东和中央军委当即同意彭德怀围点打援的计划。8月12日黄昏西野主力从榆林城下突然撤围，隐蔽集结在榆林东南的三岔湾至鱼河堡一线山上待机，榆林之围遂解。

## 结果与影响
围攻榆林战役，西北野战军经过六昼夜艰苦的攻坚战斗，歼灭国军两个整团、一个营，但未能将榆林城攻下，自身伤亡约1000人以上；毙伤国军2000余人，俘少将警备司令张子英以下3200余人，收复和解放了横山、响水堡、鱼河堡、归德堡、高家堡等城镇及广大地区，使榆林变成了名副其实的孤城，调动了胡宗南部北上，为陈谢集团挺进豫西进而实现三路大军经略中原创造了条件。也为沙家店战役的成功创造了钟松整编第36师孤军北上被围歼的有利条件。
8月14日，钟松率部进入榆林城，受到了邓宝珊等军政要员的热烈欢迎，当地报纸谓其“行动神速巧妙，出其不意，榆林城不战而解围”。钟松以解围有功获颁四等宝鼎勋章（1948年1月1日颁发）。
1947年8月15日，西安绥署主任胡宗南依据地空侦察和电台测向所得情报，分析判断西北野战军因攻榆林不克而蒙受重大损失，正在向东败逃，将要东渡黄河，认为是消灭解放军的好机会，于是便命令钟松率领国军整编第36师从榆林南下加速前进，会同国军整编第1军、整编第29军主力沿咸榆路北上共同围歼共军。此时，毛泽东、中共中央机关、西北局机关、西野领帅机关、西野主力部队都被挤在佳、米、榆三县交界的狭小地域，处于背靠沙漠、侧水侧敌的险境中，情况十分危急。 
整编36师虽然自8月7日冒酷暑高速长途行军已疲惫不堪，8月15日钟松仍率整编师部、整123旅和整165旅两个旅部共四个团的兵力南下，至归德堡，遇到共军土杂武装抗击后，拐到鱼河堡附近宿营；8月16日进抵镇川堡。此时胡宗南主力已会师绥德，董钊率整编第一军军部和整编第一师留守绥德、米脂；刘戡率整编第二十九军的5个旅沿黄河直奔佳县圪镇店。刘戡与钟松相距百里路程，准备会师后封锁黄河渡口，向西控制咸榆公路。8月17日，周恩来打电话告诉彭德怀：中央不过黄河，关键是必须迅速歼灭国军之一部，粉碎其合围企图。8月17日，刘戡率部继续向佳县逼近。8月17日钟松决定以第123旅附第165旅493团为前梯队，由镇川堡向沙家店以东的乌龙堡前进；整编36师师部及165旅主力为后梯队，向沙家店以东行进。彭德怀决定趁两路国军未完成合并之前抓住整编36师骄狂、孤军、连续多日长途行军奔袭之疲惫弱点，决定在预设伏击战场歼灭整编36师后梯队，达成目标后再集中兵力歼灭整编36师前梯队，各部队统一于8月18日7时前到达指定位置。国军整编第36师前梯队，经万佛洞、高家园子向乌龙铺前进，18日上午10时许在乌龙铺以南与西野第三纵队和绥德军分区警备第四团、警备第六团发生交火，解放军佯退，诱国军于黄昏时进到乌龙铺北山。西野第一、第二纵队和教导旅、新编第四旅在常高山附近与钟松的先头部队一接触，由于当日大雨如注，山洪暴发，钟松以为当面共军仅是小股阻击部队并不以为意，钟松部放弃行动退回沙家店。共军也暂停进攻。沙家店镇位于米脂县城东北25公里处，东接印斗，南临高渠，西连镇川，北靠李站，属典型的黄土高原丘陵沟壑渠地貌。8月19日，刘戡率主力进占了佳县城、神泉堡、李家庄等地。钟松率后梯队在沙家店，发现沙家店附近有共军主力，急电整编123旅向沙家店师部靠拢。整编123旅派遣配属的整编第165旅493团（孙铁英团）连夜回援师部。整编36师发现被解放军包围之后，钟松不断向胡宗南、刘戡发电告急求援。胡宗南出动大批飞机支援，并严令刘戡率领国军第29军要奋力向北进军，解救钟松之36师。战斗到8月20日13时，彭德怀下达了总进攻动员令：“彻底消灭三十六师，是我西北战场由战略防御转入战略进攻的开始，收复延安解放大西北的开始，为着人民解放事业，继续发扬你们无限英勇精神，立即消灭三十六师，活捉钟松，号召你们本日黄昏以前胜利完成战斗任务！”战斗到8月20日17时，国军的主要阵地均被攻占。战至18时，国军防线崩溃，西北野战军进而发动追击，国军整编第36师师部及第165旅除了师长钟松、旅长李日基等少数人员突围外，大部被西北野战军歼灭。沙家店战役西北野战军共计伤亡1839人；国军损失整编第36师及两个旅，共计战死、伤和俘虏6000余人，另有整编123旅旅长刘子奇、旅参谋长罗秋佩、团长杨逢震、谢挺欧等军官被俘。共军缴获山炮7门、迫击炮21门、六零炮34门，轻机枪168挺、重机枪30挺、司登枪48支、步马枪2013支、短枪32支，山炮弹10发、迫击炮弹546发、六零炮弹400发、各种子弹20万发，骡马577匹，无线电台5部、报话机4部、电话机27部。。整编三十六师师长钟松和整编一六五旅旅长李日基带少数官兵脱离战场。毛泽东高度评价沙家店战役对陕北乃至全国国共战局的重大意义，指出“经此一战，局势即可改变。”8月23日，西北野战军召开旅以上干部会议，毛泽东、周恩来、任弼时到会向指战员们祝贺胜利。毛泽东说：“沙家店这一仗确实打得好，对西北战局有决定意义，最困难时期已经过去了。”
沙家店战役结束后的第三天，陈赓谢富治的太岳兵团辖太岳第四纵队、太行第九纵队、太岳第八纵队第22旅、西北民主联军第38军，共8万余人，兵分两路；西路于8月22日在茅津渡以东、东路于8月23日晨在垣曲、济源强渡汛期的黄河，挺进豫西，一举切断陇海铁路，攻克灵宝、陕县，直逼潼关，威胁西安。为解救西安、潼关危局，胡宗南急令在陕北绥德、米脂地区的董钊整编第一军、刘戡整编第二十九军军部率整编第一、第九十、第十七、第三十八师等部共8个旅沿咸榆公路南撤。留守延安以北的部队有：
- 整编第七十六师师部、整编第二十四旅旅部、七十团(欠第二营)及第七十二团第二营守备清涧城
- 整编第十二旅三十五团二营守备延川
- 整编第二十四旅七十团二营守备延长
- 整编第七十二团(欠二营)守备子长
- 整编第三十六师整编一六五旅残部及整编一四四旅四三一团残部守备绥德。

西野主力乘胜追击，转入内线反攻，西北战局出现了共军从“战略防守”转向“战略反攻”的转折点，国军自此丧失了西北战场主动权，丧失了1947年3月胡宗南大举进攻陕北后取得的战果。1947年9月14日至17日西野发起岔口、关庄追击战，歼敌4000余人。战后，西野主力第一、第三纵队和教导旅、新编第四旅集结在延安、延长、延川之间的文安驿地区休整10天；第二纵队、第四纵队转入外线作战发起黄龙战役，开辟黄龙山新解放区；10月1日，第一、第三纵队及新四旅、教导旅发起延清战役，解放延安东北的广大地区。

## 外部連結
- 視頻：沙家店戰役（页面存档备份，存于）